# Масарик, Томаш
То́маш Га́рриг Ма́сарик (чеш. Tomáš Garrigue Masaryk, имя часто сокращается как TGM; 7 марта 1850[…], Годонин, Моравская марка, Австрийская империя[…] — 14 сентября 1937[…], Лани, Чехословакия[…]) — чехословацкий государственный и политический деятель, социолог и философ, один из лидеров движения за независимость Чехословакии, а после создания государства — первый президент Чехословацкой Республики (1918—1935).

## Биография

### Ранние годы
Родился через год после окончания Весны народов, 7 марта 1850 года в Годонине. На следующий день его крестили в местной приходской церкви Святого Лаврентия и дали имя — Томаш Ян. Его отцом был Йозеф Масарик (Jozef/Josef Masarik/Masaryk/Maszárik, 1823—1907), словак из Копчан (село в венгерской части Австрийской империи). Он был бедным крестьянином, работал кучером, а позднее и управляющим, у крупного землевладельца Натана Редлиха. Долгое время он был неграмотным, и только сын Томаш научил его писать.
Его мать, Тереза Масарикова (в девичестве — Кропачкова, 1813—1887) происходила из чешско-немецкой семьи из Густопече в Моравии, и работала поварихой у Натана Редлиха.
Некоторые публицисты ставили под сомнение отцовское происхождение Масарика главным образом из-за разницы в возрасте между его родителями в 10 лет, их разного социального статуса и образования. Возникали также попытки «приписать» отцовство помещику Редлиху или даже австрийскому императору Францу Иосифу I (в год рождения Томаша Масарика императору было 20 лет). Эта недоказанная гипотеза поддерживается предполагаемой записью императора в его личном дневнике конца 1849 года — «Kropaczek erl.» (что можно перевести как «Кропачкова решена»), якобы касающуюся матери Масарика и какого-то решения. На рубеже 2016 и 2017 годов должен был быть проведен анализ ДНК родственников Масарика, который должен был опровергнуть или подтвердить предположение о его родстве с Францем Иосифом I. Однако анализ был приостановлен по просьбе правнучки Томаша Масарика — Шарлотты Котиковой.

### Образование
После окончания начальной школы в Чейковице, Томаш продолжил учиться в Моравской Словакии. Сначала он учился в реальной гимназии Густопече, позднее гимназию в Стражнице, которую однако не смог закончить. Родители хотели, чтобы сын изучил кузнечное дело и стал слесарем, и поэтому он изучал слесарное дело в Вене, а позднее кузнечное дело в Чейче. Но вскоре он начал работать репетитором в реальной гимназии в Густопече и с помощью патриотического священника и капеллана П. Франтишека Саторы готовился к учебе в немецкоязычной классической гимназии в Брно. Однако его бедные родители не могли содержать его в учебе.
Поэтому уже с 15 лет, Масарик стал зарабатывать на жизнь, работая домашним репетитором для детей богатых родителей. В гимназии (учёба в которой была прервана австро-прусской войной в 1866 году) в Брно его поддерживала семья полицейского директора Антона Риттера фон Ле Монньера, с которой он в 1869 году поехал в Вену, где завершил обучение в Академической гимназии. После окончания гимназии и получения аттестата зрелости в 1872 году, Масарик продолжил обучение на философском факультете Венского университета, где находился под сильным влиянием нового профессора философии Франца Брентано, приехавшего в Вену в апреле 1874 года. Брентано начинал как священник, а затем порвал с церковью, но его реалистическая, хотя и не атеистическая философия, основанная на аристотелизме, произвела на Масарика неизгладимое впечатление.
После смерти Антона Риттера фон Ле Монньера, Масарик нашёл новое место в 1873 году в семье Рудольфа Шлезингера, генерального директора Англо-Австрийского банка, сына которого он обучал. В награду за успешные выпускные экзамены у молодого Шлезингера в 1876 году, после защиты Масариком докторской работы (диссертации на тему «Сущность души у Платона»), они отправились в путешествие по Италии, а Масарик затем отправился на год учиться в Лейпцигском университете. Где учился у Вильгельма Вундта, а также познакомился со своим более молодым соотечественником Эдмундом Гуссерлом и с юной пианисткой Шарлоттой Гарриг, дочерью нью-йоркского бизнесмена, после чего 10 августа 1877 года они обручились.
Масарик хотел получить степень доцента по философии в Венском университете ещё до свадьбы, однако это отсрочило бракосочетание, спешно устроенное семьей Шарлотты в Нью-Йорке 15 марта 1878 года. В Вене Масарик содержал свою семью и себя, подрабатывая на заменах в средней школе, читая лекции и занимаясь репетиторством, а также занимал деньги у друзей. Прошёл процесс хабилитации в марте 1879 года, защитив диссертационную работу на тему «Самоубийство как массовое социальное явление современности» (нем. Der Selbstmord als soziale Massenerscheinung der Gegenwart), после чего начал бесплатно читать лекции в университете в качестве частного доцента. Его диссертация была опубликована там в 1881 году и вызвала интерес за рубежом. Его первая дочь Алиса родилась в 1879 году, а сын Герберт — в 1880 году.
Уже будучи студентом, Масарик стал активно заниматься литературой, написал ряд исследований и профессиональных статей. В январе 1875 года он стал председателем «Чешской академической ассоциации» в Вене и начал регулярно встречаться с семьей Алоиса Шемберы, профессора чешского языка и литературы Венского университета.

### Религия
Томаш Гарриг Масарик был религиозным человеком, воспитанным матерью в строгом католическом духе. Однако во время учебы в гимназии он начал сомневаться в смысле своей веры, ему не нравилась обязательная исповедь и лицемерие католической религиозной жизни. Во время учёбы в Лейпциге он находился под влиянием протестантской среды. Он решил перейти в Кальвинистскую реформатскую церковь, которая после 1918 года была объединена в Евангелическую церковь Чешских братьев, после женитьбы на Шарлотте, воспитанной в унитарном духе.
Об этом событии напоминает надпись на мемориальной доске в притворе Евангелической церкви в Гершпицах (село в Южноморавском крае: «В этом храме 31 августа 1880 года был принят в церковь проф. Т. Г. Масарик, наш первый президент». Другая мемориальная доска у евангелической церкви в Клобуках у Брно сообщает об участии Масарика в церковных службах в период с 1878 по 1882 год.
Его критический дух часто приводил его к спорам с священнослужителями. В 1908 году он выступил в Рейхсрате с речью о так называемом «деле Вармунда», которое представляло собой борьбу за свободу слова в университетах. Он требовал, чтобы религиозное образование в школе было объявлено факультативным и родители могли сами решать вопрос о религиозном воспитании своих детей. Масарик хотел заменить религиозное образование в школе нравственным воспитанием, но в христианском духе.

### Академическая и политическая карьера

#### Спор о рукописях
Спор о подлинности Краловедворской и Зеленогорской рукописей стал общенациональным вопросом, которым использовали и в политических целях. В самом начале фазы спора в 1886 году, Масарик выступил за научное исследование их происхождения и, таким образом, для значительной части чешских патриотов (например, Яна Неруды, писательницы Элишки Красногорской или поэта Адольфа Гейдука) он даже стал «предателем родины». Он впервые вступил в конфликт с общественным мнением и пошел против мнения «Отца нации» Франтишека Палацкого. Споры о рукописях также нарушили относительный спокойную жизнь и благополучие, которыми первоначально наслаждался Масарик после прибытия в Прагу в период между 1882 и 1884 годами. Это произошло 13 февраля 1886 года, когда в «Атенеуме» была опубликована статья Яна Гебауэра с его рекомендацией, в которой он призывал к тщательному лингвистическому, эстетическому, историческому, палеографическому и химическому анализу рукописей (а также утверждал, что истинный патриотизм не может основываться на подделке. «Великое не может быть великим, если оно лживо» — таков был девиз всей его жизни).

#### Прага
Благодаря разделению Пражского университета имени Карло-Фердинанда на чешскую и немецкую части, он получил должность внеочередного профессора философии в только что основанном Чешском университете, поэтому летом 1882 года он переехал с семьей в Прагу и начал там читать лекции.
В чешской среде, часто всё ещё провинциальной и политически обусловленной амбициями чешского национализма, он настроил многих против себя. Как с его открытым, эгалитарным подходом к студентам, критикой романтического патриотизма и строго научным подходом к излагаемым темам, так и с консервативными католиками и представителями католической церкви с их взглядами на неё. Масарик с рациональных позиций подвергал критике некоторые особенности католической церкви, ее централизм и догмат папской непогрешимости. Он видел необходимость религии для современного общества, но понимал религию как внутреннюю и моральную установку без властных амбиций, как Брентано познакомил его с ней и как он испытал её, особенно в американском окружении своей жены. Как деятельный человек, обладающий широким кругозором и жизненным опытом, он завоевал много друзей среди своих учеников, а позднее и в кругу людей вокруг основанного им журнала «Атенеум». На его страницах, ещё в 1885 году, он указывал на необходимость создания второго чешского университета (от университета в Оломоуце, основанного в 1573 году, оставался только теологический факультет). В 1885 году Масарик также стал главным редактором недавно появившегося образовательного словаря Отто. Однако он ушел с этой должности в 1887 году из-за недовольства Яна Отты скоростью и качеством работы над словарем.
В Праге Масарик начал свою политическую деятельность. Здесь он нашел соратников в лице Йозефа Кайзла и Карла Крамаржа и сформулировал новое политическое направление, которое выступало за «точное научное знание вещей против романтической фантазии» — Реализм Масарика. С декабря 1886 года журнал «Час» стал трибуной реалистов, на которой они выражали свои мнения и взгляды относительно узкому кругу публики, хотя и значительно более широкому, чем интеллектуальное периодическое издание «Атенеум». Масарик помог профессору Вацлаву Влчеку, на вилле названной «Просвещение» (чеш. Osvěta) в Нусле, где он жил с 1884 года, основать и развивать журнал «Просвещение». В этой вилле 14 сентября 1886 года родился его младший сын Ян. Однако, когда начались споры о рукописях, именно в этом ежемесячном «Просвещении» сформировалась группа защитников рукописей во главе с профессорами истории В.В. Томеком и Й. Калоусеком, и Масарику пришлось покинуть виллу Влчека.
Масарик искал политическую группу, где он мог бы продвигать свои принципы и взгляды. После неудачных переговоров между реалистами и Старочехами, в конце 1890 года они были приняты в партии Младочехов, вместе с которыми весной 1891 года добились мандатов в Императорский совет (Рейхсрат). В декабре 1891 года Масарик был также избран в Чешское земельное собрание. В том же году он внёс предложение в Рейхсрат о создании второго чешского университета в Моравии. Этой проблеме он посвятил и в последующие годы – в своих статьях, ища поддержки среди научной общественности и студентов. Однако в сентябре 1893 года он отказался от обоих мандатов из-за разногласий с радикальным руководством партии. Свой вклад внесло и то, что в его семье появилось ещё двое детей – Ян и Ольга.
В 1897 году он был назначен профессором и продолжал заниматься литературой. Он написал множество исследований и научных статей, а также статьи для профессиональных журналов, таких как «Наше время» или «Час» (выходил в качестве ежедневной газеты в 1901–1915 годах), в создании которых он активно участвовал. Его работы были посвящены истории философии (в том числе написал книгу о русской философии, печатался в России на русском языке), социологии и истории, рано начал выступать как идейный вдохновитель национального движения.

#### Дело Гилснера
Масарик критиковал ограниченность кругозора и круг интересов чешских политических и культурных кругов. Он выступал против чешского национализма, а также выступал против антисемитских суеверий. В 1899 году он выступал за повторное судебное разбирательство дела еврея Леопольда Гильснера, осужденного за убийство молодой чешки Анежки Грузовой в Польне. Согласно суеверию, согласно которому евреи использовали кровь молодых христиан в своих церемониях, часть общественности считала убийство «ритуальным». Подобно спору по поводу Рукописей, он вновь подвергся резким нападкам, даже со стороны студентов, он даже подумывал об переезде в США, но Шарлотта заверила его, что его место в Чехии. В «Беседах с ТГМ» Карела Чапка, Масарик так вспоминает процесс в Польне и так называемую «Гильснериаду»: «Гильснериада была плохой кампанией, когда мне пришлось бороться с суеверием ритуального убийства. Поначалу меня не интересовал процесс Гильснера, но ко мне пришел мой бывший студент из Вены, писатель Сигизмунд Мюнц, моравец, и заставил меня выступить. О ритуальном суеверии я знал из книг берлинского теолога Старка, который писал о происхождении и истории этого суеверия. Я высказал г-ну Мюнцу своё мнение по этому поводу, и он объявил его публике в Neue Freie Presse. Вот как я попал в эту схватку». Помимо прочего, он написал и опубликовал две брошюры о необходимости пересмотра процесса Полена, являющиеся почти детективными произведениями.

#### Перед Первой мировой войной
На рубеже марта и апреля 1900 года Масарик основал Чешскую народную партию – Прогрессивную, позднее известную как Партия реалистов. В то время он не только усердно публиковался, но и читал лекции в различных городах Богемии и Моравии. По словам коммуниста В. Копецкого, он считал, что «если бы было создано самостоятельное чешское государство, то это было бы таким курьёзом, что на него могли бы приезжать любоваться негры из Африки».
В 1902 году Масарик по приглашению американца Чарльза Крейна читает лекции в Чикагском университете, где организовал множество публичных выступлений, особенно для американских чехов и словаков. Точно так же и в 1907 году, когда он участвовал в конгрессе по религиозной свободе в Бостоне. Там же в 1903 и в 1904—1905 годах читал лекции и будущий первый министр иностранных дел Временного правительства России П. Н. Милюков, который помог Масарику в создании первых Чешских военных формирований из военнопленных в России в 1917 году. Масарик и Бенеш ещё раз встретятся в Англии в Кембридже с П. Н. Милюковым и Р. В. Дмовским в 1916 году.
Масарик трижды посещал Россию. Первый раз в 1887 году, второй раз в 1888 году, а третий раз в 1910 году, где посетил Льва Толстого в Ясной Поляне и имел с ним несколько бесед, об этих встречах упоминается в «Дневниках» Льва Толстого.
Масарик переписывался с М. Горьким и в 1911 посетил его на острове Капри. Они встречались и в революционном Петрограде в мае 1917 года.
На выборах в 1907 и 1911 годах он избирался депутатом Рейхсрата. В 1909 году он раскрыл предполагаемые документы о государственной измене хорватов и сербов как подделки из мастерской министра иностранных дел Алоиза фон Эренталь, который хотел использовать их для легитимизации австрийской аннексии Боснии. В 1912 году он внёс предложение об основании второго чешского университета в Брно и в поддержку этого предложения он приложил более семи тысяч петиций, в которых чешские, моравские и словацкие населённые пункты высказывались за скорейшее его учреждение. В 1913 году он начал публиковать на немецком языке свой самый обширный труд «Россия и Европа», широко переводимый и цитируемый до сих пор, поскольку он основан не только на тщательном изучении русской профессиональной и прекрасной литературы, но и на личных встречах и собственных впечатления от поездок по России.

### Первая мировая война

#### Эмиграция
Начало Первой мировой войны застало Масарика на отдыхе в немецком Бад-Шандау. Масарик позднее отмечал, что он видел, как немцы шли на войну с энтузиазмом и «организованно», чего он не наблюдал у чехов. После неудачного опыта работы депутатом в Рейхсрате с Венским правительством и внешней политикой в начале Первой мировой войны, Масарик отказался от своего первоначального мнения о возможности реформирования Австро-Венгрии в современную федерацию, в союз автономных государств. Напротив, он начал думать и готовить независимость наций и выход чешского народа из состава Австро-Венгрии. В книге «Новая Европа: Славянская точка зрения» он обосновал борьбу против монархии и необходимость лучшего конституционного устройства Восточной Европы, в то же время продолжая размышлять о возможном устройстве Европы как федерации демократических государств.
Осенью 1914 года Масарик совершал короткие зарубежные поездки в нейтральные страны Западной Европы, как для передачи секретных документов, так и для получения информации, которую было трудно найти на родине. В декабре он поехал в Италию, а оттуда в Швейцарию. В Женеве, его друзья сообщили ему, что ему ни при каких обстоятельствах нельзя возвращаться на родину, в Австро-Венгрии был выдан ордер на его арест. В стремлении добиться политической независимости он выступал в качестве главного агента среди тех, кто работал над тем, чтобы сделать чешскую нацию заметной. Во время войны он убедил государственных деятелей великих держав в необходимости и полезности независимого чешского государства. В Швейцарии Масарик получил сербский паспорт.
В зале Реформации Женевского университета 6 июля 1915 года Масарик произнёс свою знаменитую речь по случаю 500-летия сожжения Яна Гуса, в которой объявил борьбу с господством Габсбургов: «Мы осуждаем насилие, не хотим этого, и мы не будем его использовать. Однако мы будем защищаться от насилия, например, железом». В соседней Шамони, под Монбланом во Франции, он встретил Милана Растислава Штефаника, который работал там метеорологом и сам обратился к Масарику. Масарик восхищался организованностью и хорошей скрытностью сицилийской мафии, поэтому чешскую организацию сопротивления, как тайное общество, назвали «Maffie». Уже в восьмидесятые годы XIX века разгневанный Юлиус Грегр называл друзей Масарика «мафиози», поскольку они постоянно и настойчиво беспокоили политическую элиту того времени своей критикой, замечаниями и предложениями. Именно они стали движущей силой сопротивления в годы Первой мировой войны, а Масарик подталкивал и «постёгивал» их к действию из эмиграции.

#### Пребывание во Франции и Великобритании
В сентябре 1915 года эмигрировал Эдвард Бенеш, который был «правой рукой» Масарика. После этого они оба переехали во Францию, где к ним присоединился Милан Р. Штефаник, натурализованный гражданин Франции и имеющий необходимые связи. Обоих Масарик хорошо знал с момента их учёбы в Праге. Он поручил Бенешу вести «Чехословацкие действия» в Париже, а сам в сентябре того же года переехал в Лондон. В лондонском Королевском колледже Масарик получил должность профессора «по славянским вопросам» и привлёк к себе внимание благодаря лекциям, публичным выступлениям (например, против австрийского министра иностранных дел Алоиза фон Эренталя), журналистской деятельности и личным контактам.
А также своими литературными произведениями о России, над которыми он ещё работал и постепенно публиковал («Russia and Europe», «The Spirit of Russia», «The Spirit of Russia and the World»). Будучи председателем Чехословацкого национального совета, основанного в 1916 году в Париже, он упорно создавал организацию зарубежного сопротивления и далеко не довольствовался лишь созданием политической организации. Он также координировал разведывательную деятельность не только с источниками с родины, но и со всего мира. Он получал сведения о шпионской, диверсионной и диверсионной деятельности Германии и Австро-Венгрии в США, где разведслужбу проводил Эммануэль Виктор Воска. Он также был знаком с ситуацией в России.

#### Пребывание в России
Масарик рассматривал создание сильных боевых единиц будущего государства как ещё один необходимый шаг на пути к его созданию. После Февральской революции в Петрограде он переехал в Россию, где дал решающий толчок формированию новых отдельных чехословацких объединений из чешских и словацких перебежчиков, пленных и российских подданных. После Зборовского сражения, к концу 1917 года Масарик создал армию численностью более пятидесяти тысяч человек и столько же добровольцев в объединениях военнопленных, которые были резервом для формировавшихся чехословацких легионов. Тогдашний Пражский полк легионов (позже пятая дивизия) предложил Масарику символическое «владение» полком, которое тот принял, и это было реализовано и одобрено ещё при Временном правительстве Керенского.
Легионы приняли Масарика как верховного главнокомандующего и даже нарекли его «Батюшкой» (чеш. Tatíček), а российские генералы оказывали ему уважение, должное президенту несуществующего государства: почётный караул, военные парады и приветствие местным населением. К Масарику обращались как «Господин президент». Для создания легионов Масарик использовал чешские журналы в России («Чехословак» и другие), но и занимался вербовкой непосредственно на месте, посещая лагеря для военнопленных, госпитали с ранеными солдатами, а также созданные восемь пехотных полков, несколько артиллерийских полков и резервный корпус. Будучи сторонником авиации, он также основал авиационную школу при легионах в России. Он также поддерживал летописцев, фотографов и видеооператоров полков и следил за тем, чтобы в каждом полку была хорошая военная музыка, руководителями оркестров которой были также известные чешские композиторы. Он устроил им зимнее размещение, продумал их тактику, назначал командиров, способствовал признанию легионов частью французской армии, рассчитал и предложил маршрут легионов на Западный фронт, в том числе с учетом необходимости 256 эшелонов, составил «интендант» легионов на Транссибирской магистрали.

#### Пребывание в США
В марте 1918 года Масарик уехал в США из Москвы через Владивосток. О своей работе в России Масарик говорил: «Эта была большая работа, в России, но замечательная; мы возвращались домой не с голыми руками, у нас было что-то настоящее, своё, наша армия, первая, настоящая, пускай экстерриториальная, часть нашего будущего государства». Чехословацкий национальный совет, председателем которого был Томаш Масарик, признавался единственным верховным органом всех чехословацких военных формирований.
Масарик прибыл в США, чтобы повлиять на президента Вудро Вильсона, который к тому времени уже перенял европейские взгляды, начавшиеся появляться после смерти императора Франца Иосифа I и коронации его наследника Карла I, на возможное трансформацию австрийской монархии в национальный свободный союз автономных государств. Однако это ещё не означало поддержку создания полностью независимых государств и упадок многонациональной Австро-Венгрии. Во время мучительного путешествия на поезде госпитале, которое он предпринял в день своего 68-летия, 7 марта 1918 года, он не только закрепил за собой места будущего проживания легионов, но и создал свое знаменитое произведение «Новая Европа». Ещё в Токио, куда он прибыл из Владивостока через оккупированную тогда японцами Корею, а затем на корабле, он отправил президенту Вильсону меморандум о состоянии России, в котором подчеркнул важность и достижения Чехословацких легионов. Таким образом, были достигнуты ожидаемое внимание и эффект. По словам журналиста Карела Пацнера, Масарик тогда рекомендовал Антанте признать новое российское большевисткое правительство. Но это утверждение вводит в заблуждение, Масарик рекомендовал признать большевистское правительство де-факто, но и сам потом был против признания де-юре.
29 апреля 1918 года Масарик прибыл в Ванкувер, а 5 мая, к его удивлению, его приветствовала ликующая толпа у озера Мичиган в Чикаго и парад в его честь с участием почти 200 000 человек. В США он организовал крупную убедительную кампанию среди американских чехов и словаков в поддержку независимого чехословацкого государства. К ним присоединились и представители русинов. После подписания Кливлендского соглашения, 31 мая 1918 года представители организаций соотечественников в Питтсбурге подписали Питтсбургское соглашение об общем государстве. Масарик вел переговоры с дипломатами многих стран, организовывал освещение новостей, писал для газет и читал лекции. Хорошие отношения Масарика с представителями своих соотечественников и влиятельными личностями, возникшие в результате его предыдущих визитов к семье его жены Шарлотты и его публичных выступлений в то время, также помогли убедить американскую общественность и государственных деятелей в чехословацком государстве. Советники президента Вильсона, предложили пригласить Масарика на встречу посвященной состоянию России в качестве эксперта по российским вопросам. Масарик прибыл в Белый дом 19 июня. Он убедил Вильсона, что войну можно выиграть только в том случае, если Австро-Венгрия, главный союзник кайзеровской Германии, будет сломлена. Он просил у США помощи в переброске чехословацких легионов из России в Европу, но высказался против предполагаемого вмешательства Запада в гражданскую войну в России.
18 октября 1918 года Вильсон публично изменил свою прежнюю позицию и тем самым внёс решающий вклад в распад Австро-Венгрии. Он также поддержал создание независимой Чехословакии. Таким образом, Вашингтонская декларация Масарика, по сути, стала основополагающим документом нового демократического чехословацкого государства, Чехословацкой Республики, принятой 28 октября 1918 года.

### Президент Чехословакии

#### Первый срок (1918—1920)
После падения Австро-Венгерской империи, 14 ноября 1918 года, был заочно избран (будучи в США) первым президентом Чехословацкой Республики. Вместе с дочерью Ольгой он вернулся на родину из США на корабле «Кармания», высадившись в Великобритании и переправившись во Францию, а затем поездом проехал через Италию и Австрию в Прагу. Во Франции он встретился с президентом Раймоном Пуанкаре и 9 декабря 1918 года провел парад чехословацких легионов в Дарни (Вогезы). В Италии король Виктор Эммануил III принял Масарика со всеми почестями.
В пятницу, 20 декабря 1918 года, Масарик и сопровождающие его лица пересекли недавно обозначенную чехословацкую границу (в его поезде было 19 вагонов и два локомотива, впереди него шел поезд с легионерами) в Горни-Дворжиште (сегодня село в районе Чески-Крумлов). Там его приветствовало сформированное Революционное национальное собрание Чехословацкой Республики. Своё первое публичное выступление он дал в Ческе-Будеёвицах на полностью заполненной людьми главной площади, названной позже в его честь. Триумфальное возвращение президента на родину снял будущий кинорежиссер Святополк Иннеманн. На следующий день, 21 декабря, Масарик ненадолго появился на публике в Весели-Мезимости, Таборе и Бенешове, а затем продолжил свое путешествие в Прагу, где во время торжественного проезда по столице его встретили толпы горожан. После того как Масарик покинул поезд на главном вокзале, приветственную речь произнес писатель Алоис Йирасек, была сыграна кантата Витезслава Новака «Слава тебе, Масарик», и а затем триумфальное шествие за автомобилем Масарика прошло по Вацлавской площади под праздничные фанфары из оперы Сметаны «Либуше», заполнила Староместскую площадь, а оттуда, после торжественных речей, по красиво украшенной Микулашской улице (сегодня Парижская улица) к Малой Стране.
В Тгуновском дворце Масарик произнёс присягу президента Чехословакии. Только после этого он встретился со своей больной женой Шарлоттой в Велеславинском санатории и забрал её оттуда. Они не видели друг друга больше четырёх лет.
Масарик отверг проект конституции Карела Крамаржа, согласно которому президент Чехословакии должен был быть церемониальной фигурой без больших полномочий. В воскресенье, 22 декабря 1918 года, Масарик произнёс своё «Первое послание» на Пражском Граде. Поклонник англо-американской культуры, Масарик стремился к созданию либеральной многопартийной демократии, с допущением национальных меньшинств в политику, однако как идеолог «чехословакизма» допускал антинемецкие высказывания.
В 1919 году, подписал Закон № 50 Сб, в результате чего в Брно был основан второй чешский университет с четырьмя базовыми факультетами, названный в честь его основателя – Масариков университет. 28 января 1919 года в нём были созданы факультеты медицины, права, естественных наук и философии. В том же году при поддержке Масарика, после нескольких лет подготовки, начало свою деятельность самоуправляющееся научно-исследовательское технико-экономическое учреждение под названием «Масарикова академия труда», членами которого были в основном профессора и руководители институтов технических университетов. Предложение о его создании было внесено в Национальное собрание в день прибытия президента на родину 20 декабря 1918 года, его создание было подтверждено Законом № 86 Сб. и указом от 29 января 1920 года.
После создания Чехословакии в 1918 году немцы, проживавшие в приграничных районах, 29 и 30 октября 1918 года провозгласили создание четырёх автономных провинций на границе с Австрией и Германией, потребовав независимости от Чехословакии и присоединения к Германской Австрии. Судетские немцы прибегли к более или менее пассивному сопротивлению армии, которая с 31 октября 1918 по 28 января 1919 года постепенно оккупировала Судетскую область.
Во время войны с Польшей в январе 1919 года, происходившей в рамках чехословацко-польского спора из-за Тешина, произошел один из редких споров между Масариком и Эдвардом Бенешем, министром иностранных дел и главным чехословацким переговорщиком на Парижской мирной конференции. В то время как Масарик поддерживал ввод войск в Тешин, Бенеш, напротив, в Париже видел нежелание лидеров государств Антанты к этому решению вопроса и поэтому был против него. В начале ноября 1918 года стали происходить столкновения между венграми и чехословацкой армией. В апреле 1919 года в Венгрии произошел большевистский переворот, после которого венгерская армия попыталась завоевать Словакию и Трансильванию, спровоцировав тем самым войну с Чехословакией и Румынией. В этой войне Чехословакия получила контроль над территорией Словакии, которая до войны входила в состав Венгрии.

#### Второй срок (1920—1927)
После принятия новой конституции и избрания национального собрания, 27 мая 1920 года Масарик во второй раз был избран президентом республики. Будучи президентом, Масарик открыто поддержал сионизм, идеологическое направление, его целью было добровольное переселение евреев на землю Израиля и построение и поддержание еврейского государства. Также благодаря патронату президента, в Чехословакии прошли три всемирных сионистских конгресса.
В начале 1921 года Масарик преодолел опасный тромбоз, вызвавший серьезные опасения за его жизнь. Однако его жена Шарлотта так и не оправилась от тяжёлой болезни и умерла 13 мая 1923 года. Уже во время болезни, их старшая дочь Алиса взяла на себя роль «первой леди» и ответственность за президентский покой, помимо участия в основанном ею Чехословацком Красном Кресте (этому помогли также связи её отца в Женеве). Младшая дочь Ольга вышла замуж за швейцарского врача Анри Ревиллиода в 1920 году. Сын Ян Масарик в основном оставался за границей в качестве дипломата. Этот год был также годом VII. Всесокольский сход и президент, который был членом «Сокола» с тринадцати лет, а также работал тренером «Сокола» в Малой Стране, прибыли на стадион на коне Гектор.
В это время президент часто ездил в Словакию не только на отдых (в Быстричке, Топольчанках, Грушове), но и по делам (например, 21 сентября 1921 года он принял участие в военном параде Братиславских полков в Петржалке). Масарик поддерживал создание военно-воздушных сил и армии на базе чехословацких легионов. Он принимал участие в манёврах, парадах, посещал аэропорты и полигоны (только за период 1920–1922 годов, он шесть раз посещал Миловицкий военный полигон).
Масарик представлял миру одно из современных и передовых государств межвоенной Европы. Если позволяли его силы, он также способствовал его дальнейшему развитию. У него был идеальный министр иностранных дел Эдвард Бенеш. Другой его союзник, министр обороны Милан Растислав Штефаник, погиб в мае 1919 года, когда его самолет разбился при невыясненных обстоятельствах во время войны с Венгрией. Алоис Рашин, министр финансов, бывший противник Масарика, ставший надёжным союзником, преждевременно скончался в 1923 году в результате покушения, в том же году умерла и жена Масарика Шарлотта. У него был ещё один союзник в лице Антонина Швеглы (лидер Аграрной партии). С другой стороны, Карел Крамарж, председатель Национал-демократической партии, стал политическим оппонентом Масарика, хотя они остались друзьями.
В октябре 1923 года Масарика приветствовали в качестве президента во Франции, Бельгии и Великобритании, ранее он находился путешествовал частным лицом в Египте и Палестине во время ежегодной поездки на пятую годовщину основания Чехословацкой Республики. Он также поборол пневмонию, которая появилась после его ослабления из-за смерти жены и простуды в замке Глубош. В следующем году он посетил университет в Брно по случаю празднования его пятилетнего юбилея, где высоко оценил университет. Тогда же он выбрал скульпторов Отакара Шпаниеля и Ярослава Бенду для создания ректорских инсигний. В 1924 году он также участвовал в создании журнала «Настоящее время» журналиста Фердинанда Пероутки.
Масарик использовал свой авторитет в Чехословакии для создания Града (чеш. «Hrad», рус. «За́мок») — обширной неформальной политической сети.
В июле 1924 года взял, вместе с министром торговли США Гербертом Гувером, на себя шефство над «Первом Всемирным конгрессом по научному менеджменту» («1 PIMCO — First Prague International Management Congress»), организованным Масариковой Академией труда в Пантеоне Национального музея в Праге. В 1926 году он также руководил строительством нового большого стадиона «Сокол» в Праге в Страгове, куда приезжал из Пражского Града на своем любимом коне Гекторе. Утром в Пасхальные дни, он регулярно провозглашал «Мир Чехословацкого Красного Креста» со ступеней здания Науионального собрания (сегодняшний Рудольфинум на площади Яна Палаха в Праге) с пятиминутным молчанием и затишьем на дорогах по всей Чехословацкой Республике. Летом 1926 года он вместе со всем генеральным штабом участвовал в крупных военных учениях в Миловицах. В 1926 году наградил Бенито Муссолини орденом Белого льва 1-й степени.

#### Третий срок (1927—1934)
В мае 1927 года Масарик был избран президентом в третий раз. Год спустя он лично участвовал в торжественной закладке первого камня нового здания юридического факультета Масариковского университета в Брно.
Будучи на посту, он часто официально посещал другие города Богемии, Моравии и Словакии. Он посещал и открывал многие важные выставки и ярмарки по всей стране и ярмарки. В 1928 году он также финансово поддержал строительство здания художественного общества «Манес» на сегодняшней набережной Масарика в Праге. Он также поддерживал скачки и ездил на своей лошади на ипподром в Вельке-Хучле, где в мае 1931 года вместе с премьер-министром Франтишеком Удржалом наблюдал за однодневной программой скачек, включая чехословацкое дерби.
В 1927 году он был первым главой государства, посетившим тогдашнюю Палестину (сегодняшний Израиль). Тем самым он выразил свою поддержку сионистскому движению. В Иерусалиме он встретился с философом Хуго Бергманом, уроженцем Праги и директором тамошней Национальной библиотеки. Он также посетил несколько кибуцев, в том числе знаменитый Бейт-Альфа.
В 1926 и 1932 годах он ездил на коне Гекторе на VIII и IX Всесокольские слёты на Страговский стадион, а также отметил 15-летие Республики 28 октября 1933 года последней поездкой на новой лошади по Праге во главе кавалерийского парада от национального музея на Вацлавской площади до Рудольфинума, где располагалось Национальное собрание и была построена торжественная трибуна.

#### Четвёртый срок и отставка (1934—1935)
Масарик считал своим законным преемником на своём посту своего близкого соратника и министра иностранных дел Эдварда Бенеша, однако тот не мог собрать необходимое ему для избрания количество голосов в Национальном собрании. Поэтому, 24 мая 1934 года, Масарик был избран президентом в четвёртый раз, что было разрешено конституцией только для «Президента Освободителя».
У Масарика было плохое состояние здоровья, которое стало ухудшаться после перенесенного инсульта. Президентская присяга транслировалось в прямом эфире Чехословацкого радио. Если раньше её произносил председатель Палаты депутатов Национального собрания, то теперь президент должен был произнести её самостоятельно. Практически слепой Масарик хотел произнести клятву по памяти, но, по словам слушателей, остановился на полпути и продолжил только тогда, когда ему подсказали текст. Однако после болезни он уже не мог ни ездить ни на лошади, ни заниматься сокольской деятельности, ни работать как он ранее привык (была парализована правая рука). Он отказался сам выполнять функции президента и хотел уйти в отставку. Подходящий момент для отставки наступил в конце 1935 года, 14 декабря 1935 года он ушёл в отставку по состоянию здоровья и затем остался жить в замке в Ланах. В момент отставки ему было 85 лет, 9 месяцев и 7 дней.
В том же году он передал золотую ректорскую цепь в Ланах, созданную Отакаром Шпаниелем в сотрудничестве с Ярославом Бендой, Яну Крейчи, тогдашнему ректору Масариковского университета.

### Президентский культ
Личность Масарика в межвоенной Чехословакии стала объектом полуофициального культа. Он рисовался наиболее авторитетным политическим и духовным лидером независимой Чехословакии (имел полуофициальное прозвище «батюшка» — Tatíček), воплощением этичной борьбы за независимость и создания нового государства. Подчеркивался «гуманистический» характер президентства Масарика, для него характерно высказывание: «Всякая разумная и честная политика есть реализация и укрепление принципов гуманизма. Политику, как и всё, что мы делаем, следует подчинять этическим принципам. Политику, как и всю жизнь человека и общества, я не могу понимать иначе как sub specie aeternitatis».
Ещё при его жизни сложился официальный культ Масарика — «Президента-Освободителя»; значительный вклад в формирование «масариковского мифа» внёс Карел Чапек, автор многотомных «Бесед с Т. Г. Масариком». В 1930 году, в день его восьмидесятилетия, был принят «Закон о заслугах Т.Г. Масарика», содержащий фразу «Томаш Гарриг Масарик служил государству» (чеш. Tomáš Garrigue Masaryk zasloužil se o stát), а после ухода с поста в 1935 году парламент вновь оценил и наградил его за труд в деле освобождения и строительства республики согласно Закону № 232/1935 Сб. от 21 декабря 1935 г.

### Смерть и похороны
Его последнее публичное выступление состоялось 4 июля 1937 года во время Зборовских торжеств на полностью заполненном Страговском стадионе. Стихотворение Витезслава Незвала «4 июля» свидетельствует о восторженной атмосфере этого дня.
После его отставки в 1935, на должность президента претендовали Эдвард Бенеш и Богумил Немец, президентом был избран многолетний министр иностранных дел Эдвард Бенеш. 
В начале сентября 1937 года, Масарик тяжело заболел, и хотя сообщалось, что его состояние улучшилось, здоровье ухудшалось. Поздней ночью в понедельник, 13 сентября, врачи во главе с личным врачом Адольфом Майкснером, отказались от дальнейшей борьбы за его жизнь. Масарик скончался 14 сентября 1937 года в 3 часа 29 минут по центральноевропейскому времени в присутствии своих ближайших родственников, а также президента Бенеша и его жены Ганы Бенешовой.
Масарика забальзамировали, после чего провели вскрытие. В протоколе вскрытия, окончательной причиной смерти была указана как «гнойная бронхопневмония правой нижней доли легкого и двусторонний отёк легкого». 15 сентября гроб с останками выставили на обозрение в замке в Ланах, и хотя эта информация не была опубликована, она быстро распространилась среди людей, и за сутки посмотреть на тело пришло до 60 000 человек. Вечером 17 сентября гроб закрыли и останки перенесли в Пражский Град. Там прошли официальные государственные похороны.
Государственные похороны состоялись во вторник, 21 сентября 1937 года, под звуки Святовацлавского Хорала из Колонного зала Плечника Пражского Града и завершились спустя более девяти часов молитвой «Отче наш» и погребением на Ланском кладбище. События описал Карел Чапек в своем размышлении «Девятичасовое путешествие», а дни печали перед похоронами выразил Ярослав Сейферт в стихотворении «Восемь дней», известном как «То хмурое утро, помни, моё дитя».

## Семья
Его жена, Шарлотта Гарриг, чью фамилию он взял как второе имя, была американкой и во время Первой мировой войны арестовывалась австрийскими властями. Они познакомились в Лейпциге, где оба учились. Шарлота Гарриг была родственницей богатого американского бизнесмена Чарльза Крейна. Чарльз Крейн потом устроил Томаша Масарика к себе на работу. Масарик очень долгое время жил и работал в США. Через Крейна о Масарике узнал и президент США Вудро Вильсон (Чарльз Крейн участвовал в финансировании избрания Вильсона президентом США). Впоследствии сын Чарльза Крейна Ричард (брат жены Томаша Масарика) в 1919—1922 годах был посланником США в Праге, а другой сын Крейна (Джон Крейн) в 1922 году стал секретарём Масарика в Праге. Сын Масарика Ян работал у Крейна, а позднее и у Президента Вильсона. Ян Масарик женился на дочери Крейна, работал в министерстве иностранных дел Чехословакии и затем стал посланником Чехословакии в Лондоне.

## Масарик и Россия
Критически оценивая оба полюса современной ему чешской политической мысли — австрославизм и русофильский панславизм, Масарик придерживался прагматической точки зрения и, пытаясь определить, на чью поддержку славяне смогут рассчитывать в будущем, предлагал искать помощь у стран Западной Европы и США. В работе «Россия и Европа. Эссе о духовных течениях в России» (1913) он предпринял попытку развенчать тезис о спасительной миссии России в отношении славянских народов. В отличие от русофильского панславизма, видевшего в православии и абсолютизме добродетели, способные возродить славянство, Масарик считал царизм главным злом, делающим невозможным помощь славянам со стороны Российской империи, а также мешающим развитию самой России. Масарик поддержал первую русскую революцию как шаг к избавлению от абсолютизма, движение в сторону демократии.
По мнению Масарика, русский народ был в основном необразован и склонен к мистицизму, а потому Россия, несмотря на наличие великой литературы и военные успехи, отстала от цивилизованного мира и представляла собой Европу времен Средневековья. Русский нигилизм Масарик считал вульгарной формой полуобразованности, а большевизм — торжеством русской необразованности. Это положение Масарик доказывал в статье «О большевизме», написанной в форме лекции для чехословацких рабочих: «…в России вы не найдете ни коммунизма, ни социализма, и всё потому, что русский народ просто недостаточно образован для социализма». Предводителей большевиков Масарик назвал людьми одной книги. Белое движение Масарик считал таким же дилетантским, как и большевистское правительство, и пресёк попытку первого чехословацкого премьер-министра Карела Крамаржа вовлечь чехословацкие легионы в активное участие в Гражданской войне в России.
Масарик считал коммунистическую власть временной, неспособной укрепиться в стране, и поэтому организовал программу помощи русским эмигрантам, названную «Русской акцией», целью которой была подготовка молодого поколения специалистов во всех областях знаний, которые займут достойное место в будущей демократической России. В 1922 году в меморандуме под названием «Помощь России со стороны Европы и Америки», который Масарик направил правительствам многих европейских стран, он дал идейное обоснование «Русской акции».

## Память и признание
Член-корреспондент Британской академии (1920).
В Годонине открыт музей Масарика. Его имя носят Масариков университет в Брно, многие улицы, проспекты и вокзалы. Самый большой автодром Чехии назван трассой имени Масарика. Также его имя носит населённый пункт на севере Израиля — Кфар-Масарик, множество улиц в разных городах Израиля и площади в центре Тель-Авива и Хайфы.
В 1928 г. Чехословакия выпустила памятную монету номиналом в 10 крон с портретом Т. Масарика. Монета была посвящена 10-летию независимости. Масса 10 граммов, проба 700.
В 1937 г. в связи с кончиной Т. Масарика Чехословакия выпустила памятную монету номиналом в 20 крон. Масса 12 граммов, проба 700.
В 1990 г. Чехословацкая Федеративная Республика выпустила серию памятных монет номиналом в 10 крон, в том числе с Т. Масариком.
В современной Чехии существует орден, учреждённый в честь Т. Масарика.
Портрет Масарика изображён на современной банкноте номиналом в 5000 чешских крон.

## Произведения
- Ideály humanitní; Problém malého národa; Demokratism v politice. Praha: Melantrich, 1990
- Masaryk T.G. Svobodni zednari, Nase doba 1925.
- Masaryk T.G. Katolicke povery o zednarstvi a satanismus, Svobodny zednar VIII/1934.
- Thomas Masaryk The making of a State
- Masaryk. T.G. Svetova revoluce, Cin, 1925
- T. G. Masaryk «Die Weltrevolution»

### Публикации на русском языке
- Масарик Т. Г. Философские и социологические основания марксизма: этюды по социальному вопросу = Die philosophischen und soziologiscnen grundlagen des marxismus. / Пер. с нем. П. Николаева. — М.: 1900. — 535 с.
  - Философские и социологические основания марксизма: этюды по социальному вопросу. / Пер. с нем. П. Николаева. — М.: Ленанд, 2014. — 535 с.
- Масарик Т. Г. О большевизме = O bolševictví / Авториз. пер. под ред. Бориса Соколова. — Прага: Наша речь, 1921. — 59 с.
- Масарик Т. Г. Мировая революция. Воспоминания = Světová revoluce. / Авториз. пер. Н. Ф. Мельниковой-Папоушек. — Прага: Пламя, 1926—1927.
  - Т. 1. — 1926. — 232 с.
  - Т. 2. — 1927. — 367 с.
- Масарик Т. Г. Философия — социология — политика. Избранные тексты. М.: — РУДН, 2003
- Масарик Т. Г. Россия и Европа. Эссе о духовных течениях в России. Т. 1-3. — СПб: РХГИ, 2004
- Масарик Т. Г. Мировая революция. Воспоминания. — Москва ; Берлин: Директмедиа Паблишинг, 2021. — 545 с. — ISBN 978-5-4499-2008-9.